# Abismos de pasión
Abismos de pasión (1954) és una pel·lícula dirigida per Luis Buñuel. El 1931, Buñuel i Pierre Unik havien escrit un guió cinematogràfic basat en la novel·la Cims borrascosos d'Emily Brontë, però no podien finançar-la. La pel·lícula de 1954 va ser produïda per Óscar Dancigers i protagonitzada per Irasema Dilián i Jorge Mistral en els papers de Catherine Earnshaw i Heathcliff.

## Argument
Alejandro torna a la finca El Robledal després de ser absent deu anys. El seu desig és casar-se amb Catalina, el seu amor de joventut. Però aquesta ja s'ha casat amb Eduardo. Per despit es casarà amb la cunyada de Catalina, Isabel, però en no estimar-la la tractarà amb distància i menyspreu. Alejandro i Eduardo tenen un dur enfrontament, i Catalina mor.
Alejandro tracta de baixar al panteó on reposen les restes de Catalina per besar-la, però Ricardo, germà de la morta el mata d'un tret.

## Producció
Luis Buñuel va acariciar molt de temps el projecte d'adaptar la novel·la d'Emily Brontë al cinema. En els anys 30, redacta un guió inspirat en el llibre en col·laboració amb el poeta Pierre Unik, però el projecte no es realitza.
Durant els anys 50, establert a Mèxic des de fa diversos anys, el productor Oscar Dancigers li ofereix a Buñuel realitzar una comèdia musical. Es nega i proposa filmar 'Abismos de pasión'. L'acció del llibre és transposat d'Anglaterra a Mèxic: Heathcliff es converteix en Alejandro i Cathy, Catalina. En el transcurs del rodatge, Buñuel ha de tractar amb un pressupost modest i un repartiment imposat pel productor. Per aquestes raons, continuarà sent sempre bastant crític respecte a aquesta pel·lícula. Tanmateix, encara que hagi pres certes llibertats respecte a la novel·la, es considera en general que Buñuel ha sabut ser fidel a l'atmosfera romàntica i tenebrosa de l'obra d'Emily Brontë.

## Repartiment
- Irasema Dilián: Catalina
- Jorge Mistral: Alejandro
- Lilia Prado: Isabel
- Ernesto Alonso: Eduardo
- Francisco Reiguera: José
- Hortensia Santoveña: María
- Jaime González Quiñones: Jorge
- Luis Aceves Castañeda: Ricardo